# Гмелин, Чарльз
Чарльз Генри Стюарт Гмелин (англ. Charles Henry Stuart Gmelin; 28 мая 1872, Кришнанагар, Индия — 12 октября 1950, Оксфорд, Великобритания) — британский легкоатлет, бронзовый призёр летних Олимпийских игр 1896.
Сначала, Гмелин участвовал в забегах на 100 м, однако не смог пройти квалификацию, где первее его были будущие бронзовые призёры американец Фрэнсис Лейн и венгр Алойз Сокол.
Затем, он принял участие в беге на 400 м. Пройдя квалификацию, где он занял второе место, обойдя француза Франца Рейшеля, он смог участвовать в финальной гонке, которая прошла 7 апреля. В ней он занял третье место, прибежав быстрее только немца Фрица Гофмана.
В обычной жизни он был директором школы.